# Upplands runinskrifter 682
Upplands runinskrifter 682 är en försvunnen vikingatida runsten som funnits i Kaddala, Skoklosters socken och Håbo kommun. Runstenen har varit försvunnen i flera hundra år. Stenens höjd ska vara omkring 1,5 meter och dess bredd omkring 0,8 meter. Ristningen är ristad och signerad av Arbjörn.

## Inskriften
Translitterering av runraden:
[+ þura · let · raisa · stain · þen · at · akmunt · auk · eftiʀ · siba · sun · sin + arliurn iuk · snin ·]
Normalisering till runsvenska:
Þora let ræisa stæin þenna at Agmund ok æftiʀ Sibba, sun sinn. Arbiorn hiogg stæin.
Översättning till nusvenska:
Tora lät resa denna sten efter Agmund och efter Sibbe, sin son. Arbjörn högg stenen.